# 刀京版

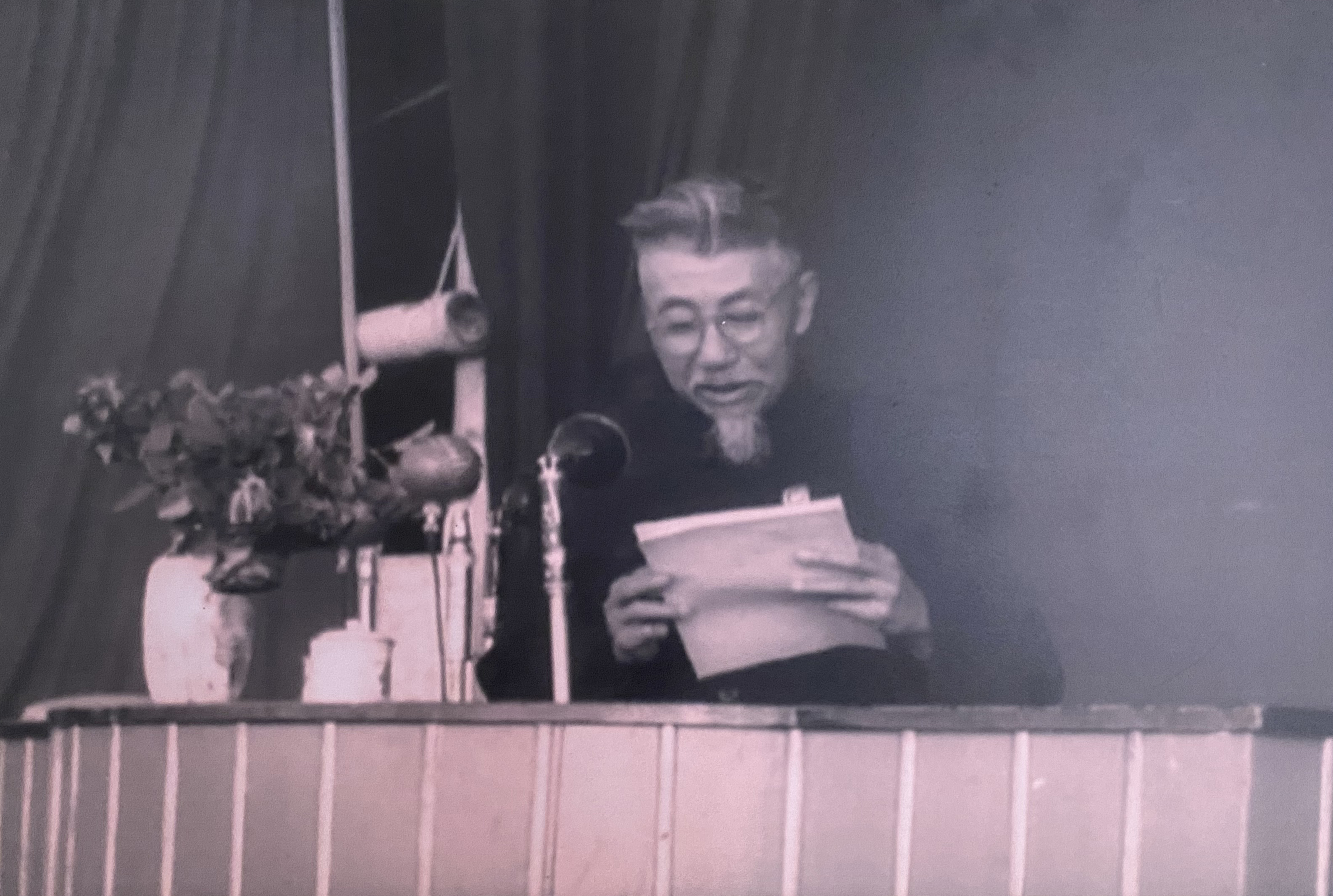
刀京版在1956年芒市中缅边民联欢大会上讲话

刀京版（1898年—1966年），又名保圖，云南盈江人，傣族，第二十三代干崖土司，中华人民共和国政治人物。

## 生平

### 家庭
刀京版为第二十二代干崖土司刀安仁长子。其妻喊罕为缅甸木邦土司召洪帕之妹。长子刀威伯承袭土司职，为末代干崖土司。刀京版的两个女儿则分别嫁给了耿马土司与芒市土司方御龙，其妹则嫁给了勐卯土司衎盈丰。

### 抗日战争
1942年，日本军进攻英屬緬甸，刀京版组织“中缅义勇军”，宣布准备出境抗战；5月，日本军占领腾冲市，刀京版接受委任为抗日少将参议。刀京版收留中国远征军少将参谋刘公敏、张奋东等流散官兵组建“滇西边区自卫军”；8月，刀京版接受國民革命軍第十一集團軍总司令部委任为自卫军一路司令。日本军占领盈江县后，刀京版率部转移至五台山、杨家寨。

### 摆夷独立
摆夷即傣族。1944年6月，刀京版返回新城干崖司署，配合反攻；9月，面对國民政府大军压境，刀京版召集滇西土司秘密召开高理会议，会议内容包括：
- 建立政务委员院（又称边政委员院）；
- 统一货币，使用盧比；
- 划腾龙边区为特别行政区；
- 移植界桩于高黎贡山及怒江西岸。

1945年6月，刀京版召集干崖和盏达青年成立“干崖青年会”，刀威伯任会长，其下分设谍报队、暗杀队、警卫队等，对外称为球队，由刀京版指挥。1945年8月，刀京版召集滇西土司召开小陇川会议，继续磋商高理会议的议题，会议内容包括：
- 腾龙沿边土司收复善后；
- 成立特别行政区政务委员院，对外称土司连络委员会，刀京版任主任委员，龚绶任副主任委员，其下分设军、警、教、工、商、农、交、建、卫生、司法、秘书等十局，以各土司兼任局长，刀京版兼任边区自卫军总司令，李照辉任副司令；
- 组织情报代表团向滇府呈请准予依照组织特别行政区；
- 关于民族自决：
  - 如果缅甸独立，则依据《國民政府建國大綱》第四条或民族自决并入缅甸独立；
  - 如果缅甸仍属英国，则依据民主主义投英；
  - 如果缅甸归并中国，则设法保持现况。

1947年8月，国民政府设立川康滇三省边区边务设计委员会，讨论边务开发。1948年1月，缅甸宣布独立；2月，刀京版召集滇西土司召开会议，决议包括：
- 成立川康滇摆夷独立设计委员会；
- 摆夷族纳入正轨，编成保甲；
- 设立主席1名、副主席1名、秘书1名、委员5名，由各土司分任；
- 组织代表团，刀京版任团长，线光天任副团长；
- 经费按74股汇集，每股纳卢比2000盾，约定3月9日至芒市缴款。

1948年8月，昆明《观察报》报道称刀京版正在与滇西、缅甸土司联络组织“南诏蛮合众国”（或作“南诏联邦合众国”、“南诏联邦”），《群言》披露称刀京版借川康滇三省边务会议召开之机筹组川康滇摆夷独立设计委员会，指出“摆夷独立”问题迟早会在滇缅边界爆发，舆论一片哗然。重庆绥靖公署副主任贺国光接受《申报》记者专访时表示未能证实刀京版曾召集芒市等土司筹组川康滇摆夷独立设计委员会的事情，不予表态。10月，刀京版致信《大公报》否认“摆夷独立”的消息。12月，《大公报》刊载刀京版拥护中华民国的声明。

### 人民共和国时期
1950年4月，刀京版在梁河县遮岛镇与中国人民解放军41师政委郑刚谈判，盈江县和平易帜。刀京版历任盈江民族行政委员会主任委员、盈江县民族联合政府县长、德宏自治区主任委员、保山专区联合政府副主席、德宏傣族景颇族自治州第一任州长、云南省人民委员会委员、云南省民族事务委员会副主任、中国人民政治协商会议云南省委员会副主席、国家民族事务委员会委员和全国一、二、三届人民代表大会代表。
刀京版在文化大革命中被迫害，1966年11月遭到紅衛兵批鬥，被迫服毒自殺。副州長雷春國也於1967年1月身亡。:2